# Bludnaja (Chatanga)
Die Bludnaja (russisch Блудная) ist ein etwa 186 km langer, rechter Nebenfluss der zur Laptewsee (Nordpolarmeer) strömenden Chatanga im Nordosten der russischen Region Krasnojarsk.

## Verlauf
Die Bludnaja verläuft nördlich des Polarkreises. Sie hat ihren Ursprung in einem kleinen See am Nordrand des Anabarplateaus. Sie fließt in überwiegend nördlicher Richtung durch das Nordsibirische Tiefland. Auf den unteren zwei Dritteln des Flusslaufs durchquert die Bludnaja eine von zahlreichen kleinen Seen durchsetzte Tundralandschaft. Bei Flusskilometer 93 und 90 treffen die Flüsse Rassocha von links und Dscheruocha von rechts auf die Bludnaja. Sie mündet schließlich 5 km nordöstlich der Siedlung Noworybnaja in die Chatanga, 37 km oberhalb deren Mündung in den Chatangagolf. 9 km weiter nördlich befindet sich die Mündung des Popigai in die Chatanga. 

## Einzugsgebiet
Die Bludnaja entwässert ein 3930 km² großes Gebiet. Das Einzugsgebiet grenzt im Nordosten an das des Unterlaufs des Popigai, im Osten an das der Polowinnaja, im Süden an das des Fomitsch sowie im Westen an die Einzugsgebiete von Nischnjaja und Lukunskaja.